# Vickers F.B.12
O Vickers F.B.12 foi um avião de caça biplano desenvolvido durante a Primeira Guerra Mundial pela Vickers Limited. A falha do motor para o qual foi projetado e a obsolescência da configuração por impulsão resultaram em permanecer apenas como um tipo experimental.

## Projeto e desenvolvimento

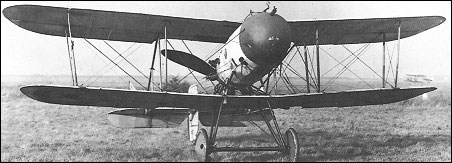
Vista frontal.

No início da Primeira Guerra Mundial, a Vickers firmou uma parceria com a "Hart Engine Company" para desenvolver um motor radial de nove cilindros de 150 hp (110 kW) projetado pela Hart. Este motor foi planejado para equipar uma série de novos projetos da Vickers, o primeiro dos quais foi um pequeno caça biplano monomotor, o F.B.12.
O F.B.12 compartilhava o layout por impulsão obsoleto do D.H.2 e do F.E.8, embora a nacele levantada melhorasse muito a visão traseira do cockpit. As asas eram de construção em madeira e tecido, com pontas arredondadas. A nacele circular era emoldurada em tubos de aço, com o motor diretamente atrás do cockpit, acionando uma hélice de madeira. A cauda estava no final de uma estrutura de barras de aço. Uma metralhadora de .303 pol (7,7 mm) foi colocada dentro da frente da nacele, com apenas o cano saliente.
O primeiro F.B.12 voou em junho de 1916, movido por um motor giratório Le Rhône de 80 hp (60 kW), já que o motor Hart ainda não estava disponível. Com este motor, provou ser de baixa potência e foi reequipado com um motor Gnome Monosoupape de 100 hp (75 kW). Foi então reconstruído com maior envergadura e área, tornando-se o F.B.12A. Em dezembro de 1916, foi enviado para a França para testes operacionais, onde foi considerado tão bom quanto o "D.H.2" e "F.E.8", uma recomendação bastante indireta, pois ambos os tipos estavam agora bem superados pelos mais recentes caças alemães, os Albatros D.I.
O F.B.12B era semelhante ao "F.B.12A", mas equipado com o motor Hart originalmente planejado, voando no início de 1917. Enquanto isso, em novembro de 1916, o "War Office" fez um pedido para 50 aeronaves com motores Hart, designadas F.B.12C para o RFC. O F.B.12B caiu durante os testes no início de 1917, levando a Vickers a abandonar o motor Hart. Apenas 18 unidades foram construídas, sendo equipadas com vários motores diferentes, incluindo um Le Rhône de 110 hp (80 kW) e um radial Anzani de 100 hp (75 kW). Testado entre maio e julho de 1917, apenas um F.B.12C foi entregue, a uma unidade de Defesa Interna.
O F.B.12D foi a variação final, apenas um protótipo foi produzido com um motor Le Rhone maior de 110 hp (80 kW).

## Operadores
Reino Unido
- Royal Flying Corps

## Variantes
F.B.12
F.B.12a
Motor Mono-Gnome
F.B.12b
Motor radial Hart de 150 hp (110 kW)
F.B.12c
nacele de lado chato, com leme e profundor maiores. 18 aeronaves de produção construídas.
F.B.12d
motor Le Rhone de 110 hp (80 kW) ou Gnome Monosoupape de 100 hp (75 kW)

## Especificações (F.B.12)
Dados de: War Planes of the First World War: Volume Three
Descrições gerais
- Tripulação: 1 piloto
- Comprimento: 6,55 m (21 ft)
- Envergadura: 7,92 m (26 ft)
- Envergadura enflechada: 7,32 m (24 ft)
- Altura: 2,64 m (8,7 ft)
- Área alar: 19 m² (205 ft²)
- Peso vazio: 383 kg (844 lb)
- Peso bruto (carregado): 578 kg (1 270 lb)

Motorização
- Número de motores: 1x
- Tipo do motor: Gnome Monosoupape giratório, de 9 cilindros refrigerado a ar
- Potência por motor: 100 hp (74,6 kW)
- Descrição do propulsor/hélice: Hélice de madeira de passo fixo de 2 pás

Performance
- Velocidade máxima: 138 km/h (85,7 mph)
- Autonomia: 3 hs
- Razão de subida: 1.8 m/s
- Tecto de serviço: 3 500 m (11 500 ft)

Armamentos
- Metralhadoras/canhões: 1 metralhadora Lewis frontal de .303" (7,7 mm)